# Câncer (astrologia)
Câncer (português brasileiro) ou Caranguejo (português europeu) é o quarto signo astrológico do zodíaco, situado entre Gêmeos/Gémeos e Leão e associado à constelação de Cancer. Seu símbolo é um caranguejo. Forma com Escorpião e Peixes a triplicidade dos signos da Água. É também um dos quatro cardinais, juntamente com Áries/Carneiro, Libra/Balança e Capricórnio. Com pequenas variações nas datas dependendo do ano, os cancerianos são as pessoas nascidas entre 21 de Junho e 
21 de Julho.

## Mitologia
Câncer representa o caranguejo gigante que Hera, rainha dos deuses gregos, enviou para resgatar a hidra, um monstro reptiliano com várias cabeças. O caranguejo mordeu os pés de Hércules quando este combatia o terrível monstro, mas o mesmo foi esmagado. Para premiar o caranguejo por ter se arriscado, Hera transformou-o naquela constelação.